# Neoterius pulvinatus
Neoterius pulvinatus är en skalbaggsart som först beskrevs av Blanchard 1851.  Neoterius pulvinatus ingår i släktet Neoterius och familjen kapuschongbaggar. Inga underarter finns listade i Catalogue of Life.

## Bildgalleri

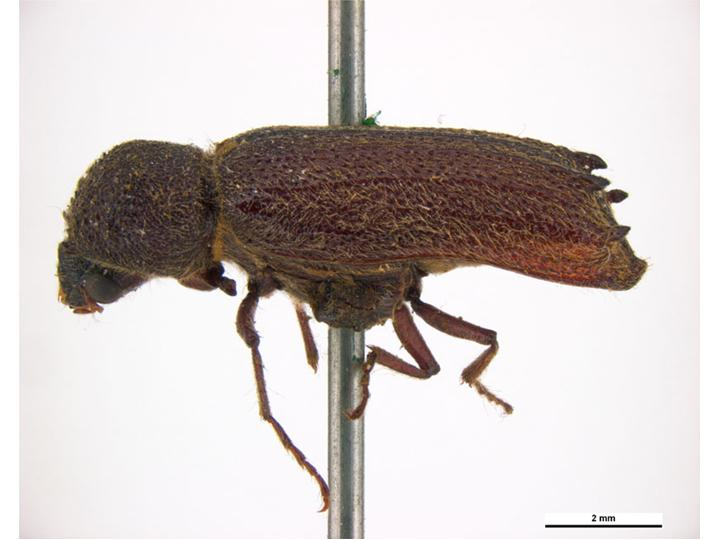